# Sancha Leónská (1067)
Blahoslavená Sancha Leónská (1013 – 27. listopadu 1067) byla leónskou královnou.

## Rodina
Sancha se narodila jako dcera Alfonsa V. Leónského a jeho první manželky, Elvíry Menéndez. Stala se světskou abatyší kláštera San Pelayo.
V roce 1029 byl dohodnut politický sňatek mezi ní a Garcíem Sánchezem Kastilským. Nicméně, během cesty do Leónu na svatbu, byl García zavražděn skupinou nespokojených vazalů. V roce 1032 se Sancha provdala za jeho synovce a nástupce Ferdinanda.
V bitvě u Tamarónu byl zabit Sanchin bratr Bermudo III. Leónský a ona se stala dědičkou království. Dovolila však Ferdinandovi, aby nechal korunovat sebe a stal se králem Leónu, ona tedy byla královnou. Po Ferdinandově smrti v roce 1065 došlo k rozdělení jeho království. Sancha hrála marnou roli mírotvůrce mezi svými syny.
Byla oddanou katoličkou, spolu se svým manželem objednala krucifix, který nesl jejich jména, jako dar pro baziliku San Isidoro.

## Potomci
Sancha měla s Ferdinandem pět dětí:
- Urraca ze Zamory
- Sancho II. Kastilský
- Elvíra z Tora
- Alfons VI. Kastilský
- García II. Galicijský

## Smrt a pohřeb
Sancha zemřela ve městě León 27. listopadu 1067. Byla pohřbena v Královském Pantheonu baziliky San Isidoro, vedle svých rodičů, manžela a dětí Elvíry, Urracy a García.
Následující latinský nápis byl vytesán na hrobku, v níž byly uloženy ostatky královny Sanchy:
| H. R. SANCIA REGINA TOTIUS HISPANIAE, MAGNI REGIS FERDINANDI UXOR. FILIA REGIS ADEFONSI, QUI POPULAVIT LEGIONEM POS DESTRUCTIONEM ALMANZOR. OBIIT ERA MCVIII. III N. M |
| --- |

V překladu to znamená:
| Zde leží Sancha, královna Celého Španělska, žena velkého krále Ferdinanda a dcera krále Alfonsa, který osídlil León po zničení Almanzoru. |
| --- |

## Vývod z předků
|                |                                    |  |                       |                               |  |  |  |  |  |  |  | Alfons IV. Leónský |
|                |                                    |  |                       |                               |  |  |  |  |  |  |  |                    |
|                | Ordoño IV. Leónský                 |  |                       |                               |  |  |  |  |  |  |  |                    |
|                |                                    |  |                       |                               |  |  |  |  |  |  |  |                    |
|                |                                    |  |                       | Onneca Sánchez z Pamplony     |  |  |  |  |  |  |  |                    |
|                |                                    |  |                       |                               |  |  |  |  |  |  |  |                    |
|                | Bermudo II. Leónský                |  |                       |                               |  |  |  |  |  |  |  |                    |
|                |                                    |  |                       |                               |  |  |  |  |  |  |  |                    |
|                |                                    |  |                       | Fernán González Kastilský     |  |  |  |  |  |  |  |                    |
|                |                                    |  |                       |                               |  |  |  |  |  |  |  |                    |
|                | Urraca Fernándezová                |  |                       |                               |  |  |  |  |  |  |  |                    |
|                |                                    |  |                       |                               |  |  |  |  |  |  |  |                    |
|                |                                    |  |                       | Sancha Sánchez z Pamplony     |  |  |  |  |  |  |  |                    |
|                |                                    |  |                       |                               |  |  |  |  |  |  |  |                    |
|                | Alfons V. Leónský                  |  |                       |                               |  |  |  |  |  |  |  |                    |
|                |                                    |  |                       |                               |  |  |  |  |  |  |  |                    |
|                |                                    |  |                       | Fernán González Kastilský     |  |  |  |  |  |  |  |                    |
|                |                                    |  |                       |                               |  |  |  |  |  |  |  |                    |
|                | García Fernández Kastilský         |  |                       |                               |  |  |  |  |  |  |  |                    |
|                |                                    |  |                       |                               |  |  |  |  |  |  |  |                    |
|                |                                    |  |                       | Sancha Sánchez z Pamplony     |  |  |  |  |  |  |  |                    |
|                |                                    |  |                       |                               |  |  |  |  |  |  |  |                    |
|                | Elvíra Kastilská, královna leónská |  |                       |                               |  |  |  |  |  |  |  |                    |
|                |                                    |  |                       |                               |  |  |  |  |  |  |  |                    |
|                |                                    |  |                       | Ramón II. z Ribagorzy         |  |  |  |  |  |  |  |                    |
|                |                                    |  |                       |                               |  |  |  |  |  |  |  |                    |
|                | Ava z Ribagorzy                    |  |                       |                               |  |  |  |  |  |  |  |                    |
|                |                                    |  |                       |                               |  |  |  |  |  |  |  |                    |
|                |                                    |  |                       | Garsende Fesensacká           |  |  |  |  |  |  |  |                    |
|                |                                    |  |                       |                               |  |  |  |  |  |  |  |                    |
| Sancha Leónská |                                    |  |                       |                               |  |  |  |  |  |  |  |                    |
|                |                                    |  |                       |                               |  |  |  |  |  |  |  |                    |
|                |                                    |  | Hermenegildo González |                               |  |  |  |  |  |  |  |                    |
|                |                                    |  |                       |                               |  |  |  |  |  |  |  |                    |
|                | Gonzalo Menéndez                   |  |                       |                               |  |  |  |  |  |  |  |                    |
|                |                                    |  |                       |                               |  |  |  |  |  |  |  |                    |
|                |                                    |  |                       | Mumadona Dias                 |  |  |  |  |  |  |  |                    |
|                |                                    |  |                       |                               |  |  |  |  |  |  |  |                    |
|                | Mendo Gonçalves                    |  |                       |                               |  |  |  |  |  |  |  |                    |
|                |                                    |  |                       |                               |  |  |  |  |  |  |  |                    |
|                |                                    |  |                       | Pelayo González               |  |  |  |  |  |  |  |                    |
|                |                                    |  |                       |                               |  |  |  |  |  |  |  |                    |
|                | Ilduara Pelaezová de Deza          |  |                       |                               |  |  |  |  |  |  |  |                    |
|                |                                    |  |                       |                               |  |  |  |  |  |  |  |                    |
|                |                                    |  |                       | Ermesinda Guterres de Coimbra |  |  |  |  |  |  |  |                    |
|                |                                    |  |                       |                               |  |  |  |  |  |  |  |                    |
|                | Elvíra Menéndez                    |  |                       |                               |  |  |  |  |  |  |  |                    |
|                |                                    |  |                       |                               |  |  |  |  |  |  |  |                    |
|                |                                    |  |                       |                               |  |  |  |  |  |  |  |                    |
|                |                                    |  |                       |                               |  |  |  |  |  |  |  |                    |
|                | Munio Froilaz de Coimbra           |  |                       |                               |  |  |  |  |  |  |  |                    |
|                |                                    |  |                       |                               |  |  |  |  |  |  |  |                    |
|                |                                    |  |                       |                               |  |  |  |  |  |  |  |                    |
|                |                                    |  |                       |                               |  |  |  |  |  |  |  |                    |
|                | Tutadonna Moniz z Coimbry          |  |                       |                               |  |  |  |  |  |  |  |                    |
|                |                                    |  |                       |                               |  |  |  |  |  |  |  |                    |
|                |                                    |  |                       |                               |  |  |  |  |  |  |  |                    |
|                |                                    |  |                       |                               |  |  |  |  |  |  |  |                    |
|                |                                    |  |                       |                               |  |  |  |  |  |  |  |                    |
|                |                                    |  |                       |                               |  |  |  |  |  |  |  |                    |
|                |                                    |  |                       |                               |  |  |  |  |  |  |  |                    |
|                |                                    |  |                       |                               |  |  |  |  |  |  |  |                    |